# Amor a primera vista
Pour plus de détails, voir Fiche technique et Distribution.
Amor a primera vista est un film argentin en noir et blanc réalisé par Leo Fleider basé sur un scénario de Jean Cartier et adapté par Abel Santa Cruz, créé le 15 mars 1956 en mettant en vedette Lolita Torres, Osvaldo Miranda, Susana Campos et Morenita Galé. En 1984, pour sa projection en Argentine, le film américain Falling in Love (1984) d'Ulu Grosbard, avec Meryl Streep et Robert De Niro, doit laisser de côté le titre initialement choisi et déposé de Love at First Sight, et utiliser le nouveau titre de Falling in Love.

## Synopsis
Une femme épouse par procuration un chanteur de boléro, en croyant qu'il s'agit de quelqu'un d'autre.

## Fiche technique
- Réalisation : Leo Fleider
- Scénario : Jean Cartier (acteur) et Abel Santa Cruz
- Musique : Tito Ribero
- Cinématographie : Roque Giaccovino
- Edition : José Serra
- Genre : Comédie, Comédie musicale
- Production : Dimas Garrido

## Distribution
- Lolita Torres : Matilde Alvarezza / Carlitos
- Osvaldo Miranda : Mario de la Rosa
- Ramón J. Garay : Valentin Saporiti
- Susana Campos : Lucía
- Morenita Galé : Manón
- Josefa Goldar : Doña Clara
- Nelly Lainez : Rosario
- Monica Linares : Mecha
- Lalo Malcolm : don César
- Marcos Zucker : Jaime
- Alfredo Almanza : Carlos
- Enrique Kossi : membre de la distribution du théâtre
- Francisco Donadío : psychiatre
- Osvaldo Domecq : capitaine
- Miguel Cossa : transpunt
- Carlos Cotto : homme d'affaires de théâtre de Buenos Aires
- Julio Bianquet : entrepreneur de théâtre du Mexique
- Jorge Gandolfo : extra
- Gilberto Rey : membre de la troupe du théâtre

## Critiques
- Le Journal La Nation déclare :
  - « Jeu agile d'une comédie composée d'enchevêtrements. »
- De leur côté, Raúl Manrupe et María Alejandra Portela  ont qualifié le film de :
  - « Comédie de routine au sirop avec Lolita Torres et ses chansons. »